# Handball-Afrikameisterschaft der Männer
Die Handball-Afrikameisterschaft der Männer ist ein Wettbewerb im Hallenhandball in Afrika, der seit 1974 ausgetragen wird. Im Turnier wird unter den in der Confédération Africaine de Handball organisierten Männer-Nationalmannschaften der Afrikameister ermittelt.

## Teilnahmeberechtigte Verbände
Die in der Confédération Africaine de Handball (CAHB) organisierten nationalen Handballverbände können sich für eine Afrikameisterschaft qualifizieren. Im Gründungsjahr 1973 hatte die CAHB 20 Mitglieder, im Jahr 2021 sind es 53.
Die Anzahl der am Wettbewerb teilnehmenden Nationen schwankte in der Geschichte des Wettbewerbs zwischen vier und 16 Teams. Teilweise war das wirtschaftlichen und politischen Entscheidungen geschuldet, zuletzt auch der Situation während der COVID-19-Pandemie.

## Qualifikationswettbewerb
Die Afrikameisterschaft dient auch der Ermittlung der Vertreter bei der Weltmeisterschaft bzw. den Olympischen Spielen.
Bei der Afrikameisterschaft 1981 wurde unter den acht Mannschaften ein Teilnehmer aus Afrika an der mit 16 Teams ausgetragenen Weltmeisterschaft 1982 ermittelt. Für die mit 32 Teams ausgetragene Weltmeisterschaft 2021 waren die sechs besten Mannschaften der Afrikameisterschaft 2020 startberechtigt (zuzüglich Gastgeber Ägypten).

## Turniere
Im Nachfolgenden eine Auflistung der Turniere.
Artikel zu den einzelnen Wettbewerben finden sich in der Spalte "Jahr" unter "Details".
| Nr. | Jahr         | Land           | Teams | 1. Platz (Gold) | 2. Platz (Silber) | 3. Platz (Bronze) | restliche Teilnehmer in der Reihenfolge der Platzierung                                                                  |
| --- | ------------ | -------------- | ----- | --------------- | ----------------- | ----------------- | --- |
| 01. | 1974 Details | Tunesien       | 05    | Tunesien        | Kamerun           | Senegal           | Togo, Zentralafrikanische Republik                                                                                       |
| 02. | 1976 Details | Algerien       | 07    | Tunesien        | Algerien          | Kamerun           | Senegal, Togo, Elfenbeinküste // Ägypten disqualifiziert                                                                 |
| 03. | 1979 Details | VR Kongo       | 09    | Tunesien        | Ägypten           | Algerien          | VR Kongo, Kamerun, Togo, Elfenbeinküste, Nigeria, Angola                                                                 |
| 04. | 1981 Details | Tunesien       | 08    | Algerien        | Elfenbeinküste    | Tunesien          | Ägypten, Angola, Nigeria, VR Kongo, Guinea                                                                               |
| 05. | 1983 Details | Ägypten        | 10    | Algerien        | VR Kongo          | Tunesien          | Ägypten, Kamerun, Senegal, Elfenbeinküste, Marokko, Nigeria, Angola                                                      |
| 06. | 1985 Details | Angola         | 09    | Algerien        | Tunesien          | VR Kongo          | Ägypten, Angola, Elfenbeinküste, Nigeria, Kamrun, Senegal                                                                |
| 07. | 1987 Details | Marokko        | 08    | Algerien        | Ägypten           | Tunesien          | VR Kongo, Elfenbeinküste, Senegal, Marokko // Nigeria, Ghana nicht angetreten                                            |
| 08. | 1989 Details | Algerien       | 07    | Algerien        | Ägypten           | Tunesien          | VR Kongo, Marokko, Elfenbeinküste, Angola                                                                                |
| 09. | 1991 Details | Ägypten        | 07    | Ägypten         | Algerien          | Tunesien          | Marokko, Elfenbeinküste, Senegal, VR Kongo // Namibia nicht angetreten                                                   |
| 10. | 1992 Details | Elfenbeinküste | 11    | Ägypten         | Tunesien          | Algerien          | Zaire, Elfenbeinküste, Senegal, Marokko, Djibouti // Rep. Kongo, Togo, Nigeria nicht angetreten                          |
| 11. | 1994 Details | Tunesien       | 10    | Tunesien        | Algerien          | Ägypten           | Marokko, Rep. Kongo, Elfenbeinküste, Togo, Ghana, Senegal, Djibouti                                                      |
| 12. | 1996 Details | Benin          | 10    | Algerien        | Tunesien          | Ägypten           | Marokko, Nigeria, Rep. Kongo, Kamrun, Elfenbeinküste, Benin, Togo // Tschad, Zaire nicht angetreten                      |
| 13. | 1998 Details | Südafrika      | 10    | Tunesien        | Algerien          | Ägypten           | Nigeria, Marokko, Rep. Kongo, Elfenbeinküste, Angola, Kamerun, Südafrika                                                 |
| 14. | 2000 Details | Algerien       | 07    | Ägypten         | Algerien          | Tunesien          | Marokko, Rep. Kongo, Gabun, DR Kongo                                                                                     |
| 15. | 2002 Details | Marokko        | 12    | Tunesien        | Algerien          | Ägypten           | Marokko, Kamnerun, Angola, Nigeria, DR Kongo, Senegal, Elfenbeinküste, Rep. Kongo, Gabun                                 |
| 16. | 2004 Details | Ägypten        | 11    | Ägypten         | Tunesien          | Angola            | Algerien, Kamerun, Marokko, Senegal, DR Kongo, Kenia, Rep. Kongo, Libyen // Elfenbeinküste nicht angetreten              |
| 17. | 2006 Details | Tunesien       | 11    | Tunesien        | Ägypten           | Marokko           | Angola, Rep. Kongo, Elfenbeinküste, Gabun, Kamerun, Nigeria, DR Kongo // Senegal nicht angetreten                        |
| 18. | 2008 Details | Angola         | 08    | Ägypten         | Tunesien          | Algerien          | Angola, DR Kongo, Nigeria, Kamerun, Marokko                                                                              |
| 19. | 2010 Details | Ägypten        | 12    | Tunesien        | Ägypten           | Algerien          | DR Kongo, Angola, Marokko, Nigeria, Rep. Kongo, Gabun, Kamerun, Libyen, Elfenbeinküste                                   |
| 20. | 2012 Details | Marokko        | 12    | Tunesien        | Algerien          | Ägypten           | Marokko, Senegal, Angola, Kamerun, DR Kongo, Rep. Kongo, Elfenbeinküste, Gabun, Burkina Faso                             |
| 21. | 2014 Details | Algerien       | 12    | Algerien        | Tunesien          | Ägypten           | Angola, Kamerun, Marokko, Rep. Kongo, Senegal, Gabun, DR Kongo, Nigeria, Libyen                                          |
| 22. | 2016 Details | Ägypten        | 12    | Ägypten         | Tunesien          | Angola            | Algerien, Kamerun, Marokko, DR Kongo, Libyen, Nigeria, Gabun, Kenia                                                      |
| 23. | 2018 Details | Gabun          | 10    | Tunesien        | Ägypten           | Angola            | Marokko, Gabun, Algerien, Rep. Kongo, DR Kongo, Kamerun, Nigeria                                                         |
| 24. | 2020 Details | Tunesien       | 16    | Ägypten         | Tunesien          | Algerien          | Angola, Kap Verde, Marokko, DR Kongo, Gabun, Rep. Kongo, Guinea, Nigeria, Kamerun, Libyen, Elfenbeinküste, Kenia, Sambia |
| 25. | 2022 Details | Ägypten        | 13    | Ägypten         | Kap Verde         | Marokko           | Tunesien, Algerien, Guinea, D. R. Kongo, Angola, Gabun, Nigeria, Senegal, Kamerun, Sambia // Kenia nicht angetreten      |
| 26. | 2024 Details | Ägypten        | 16    | Ägypten         | Algerien          | Tunesien          | Kap Verde, Guinea, DR Kongo, Marokko, Angola, Nigeria, Kamerun, Gabun, Libyen, Rep. Kongo, Ruanda, Kenia, Sambia         |
| 27. | 2026 Details | Ruanda         |       |                 |                   |                   | |

Anmerkungen:
- Die Republik Kongo (Rep. Kongo) trat zuvor bis 1991 als Volksrepublik Kongo (VR Kongo) an.
- Die Demokratische Republik Kongo (DR Kongo) trat bis 1997 als Zaire an.